# Capo Saragnano
Capo Saragnano is een plaats (frazione) in de Italiaanse gemeente Baronissi, provincie Salerno, en telt ongeveer 400 inwoners.